# Pieter Dumon Tak
Pieter Dumon Tak (Middelburg, 31 december 1867 – Wageningen, 7 maart 1943) was een Nederlands burgemeester.

## Biografie
Tak werd geboren als Pieter Tak en kreeg naamstoevoeging tot Dumon Tak bij Koninklijk Besluit van 15 november 1869. Hij was een lid van de familie Tak en oudste kind en zoon van Johannes Adriaan Tak (1836-1897) en Johanna Elisabeth van Gogh (1844-1883). Zijn vader was oprichter van de firma J. A. Tak & Cie, commissionairs in effecten, van welke firma hij zelf ook lid werd. Zijn vader was ook gemeenteraadslid van Middelburg. Zijn  oom was Pieter Lodewijk Tak (1848-1907). Tak werd zelf ook lid van de gemeenteraad van Middelburg, vervolgens wethouder en tot slot burgemeester van die stad van 1915 tot 1932. Hij trouwde in 1894 met Wilhelmina Antoinetta van Trigt (1871-1933), presidente van de Vereniging Industrie- en Huishoudschool te Middelburg, met wie hij een zoon kreeg. Hij werd benoemd tot Officier in de Orde van Oranje Nassau, zijn vrouw tot Ridder in de Orde van Oranje Nassau.